# Stevia clinopodioides
Stevia clinopodioides là một loài thực vật có hoa trong họ Cúc. Loài này được Greenm. miêu tả khoa học đầu tiên năm 1897.